# Eugenia salacioides
Eugenia salacioides är en myrtenväxtart som beskrevs av G.Lawson, John Hutchinson och John McEwan Dalziel. Eugenia salacioides ingår i släktet Eugenia och familjen myrtenväxter. Inga underarter finns listade i Catalogue of Life.